# Impruneta

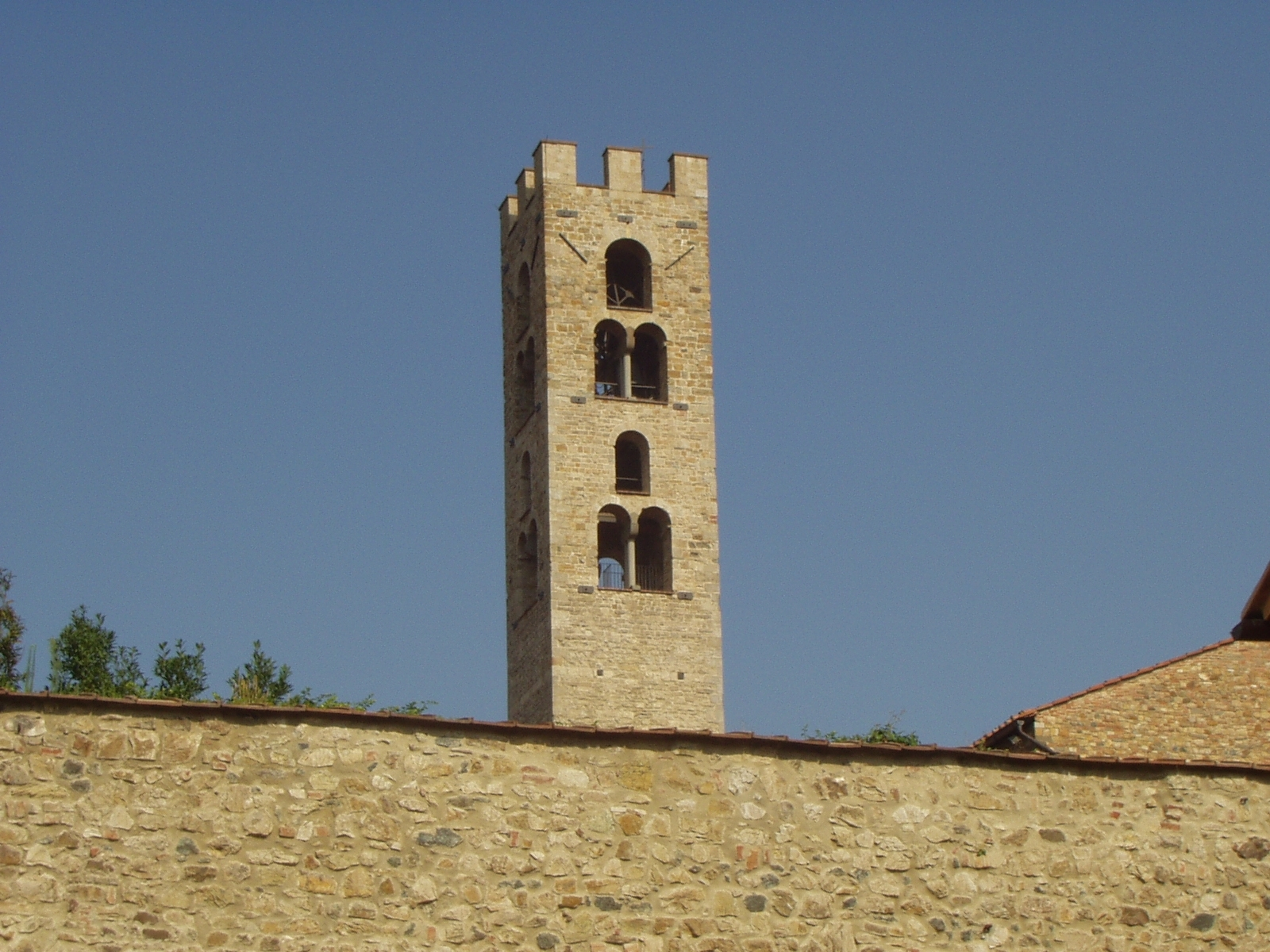
Dzwonnica w Imprunecie

Impruneta – miejscowość i gmina we Włoszech, w regionie Toskania, w prowincji Florencja.

## Historia
Miejscowość i okolice były lennem Buondelmontich, którzy mieli zamek w Montebuono. Zostali oni pokonani przez Florencję w 1135. Rozwój Imprunety (wspomnianej po raz pierwszy w dokumencie z połowy XI wieku) związany jest z jej kościołem parafialnym pod wezwaniem maryjnym, z cudownym wizerunkiem Matki Boskiej. Wokół sanktuarium powstała rozwijająca się stopniowo wieś, z licznymi przysiółkami (villa) na okolicznych wzgórzach (m.in. Bagnolo, Pozzolatico, San Gersolè). Dzięki ciągłemu napływowi darowizn publicznych i prywatnych sanktuarium zyskiwało na znaczeniu i było powiększane oraz odnawiane od XII do XVIII wieku.
Impruneta stała się autonomiczną gminą w 1928, przejmując część zlikwidowanej gminy Galluzzo, od której podesta zależała od średniowiecza.
W przeszłości działalność gospodarcza miasta była związana z rolnictwem (wino, oliwa) i wielowiekową tradycją z produkcją terakoty (cegły, słoje, wazony). Rozwijało się tkactwo, a w pobliżu znajdowała się kopalnia miedzi. Z kwitnącym rolnictwem związany był jarmark San Luca, obchodzony do dziś w połowie października, znany przede wszystkim z bardzo popularnego targu hodowlanego. Rolnictwo koncentruje się obecnie na produkcji oliwek i winogron. Przemysł z kolei obejmuje sektory chemiczny, metalurgiczny (akcesoria do maszyn włókienniczych), odzieżowy i skórzany, jak również zabawkowy, papierniczy i przetwórstwa rolnego. Sektor rzemieślniczy jest dość rozwinięty z przodującymi warsztatami srebra i terakoty (liczne kamieniołomy w okolicy).

## Zabytki
Najważniejsze zabytki miasta:
- sanktuarium Santa Maria all'Impruneta (dwa edykuły przypisywane Michelozzo, zdobione terakotą, relikwie Krzyża Prawdziwego i wizerunek Madonny),
- muzeum (skarbiec kościelny) – rękopisy, wyroby złotnicze i inne znaleziska z terenu bazyliki,
- kościół San Miniato in Quintole,
- kościół San Pietro,
- kościół Santi Stefano i Caterina,
- kościół San Lorenzo alle Rose,
- piece terakotowe w różnych obiektach[2].

## Osoby
W Imprunecie urodził się Francesco Accorso, prawnik z przełomu XII i XIII wieku, znany jako autor przełomowego dzieła "Glossa ordinaria".

## Miasta partnerskie
- Prachatice, Czechy
- Bellerive-sur-Allier, Francja
- Hadamar, Niemcy
- Pruszków, Polska